# Аврора Джоли
Аврора Джоли (англ. Aurora Jolie, урождённая Никара Кортеса Кастон, англ. Nicara Corteza Caston; род. 25 января 1988 года, Неаполе, Италия) — американская порноактриса.

## Биография
Аврора родилась в Италии и выросла в Виргинии, затем переехала с родителями в Калифорнию. В июне 2006 года окончила школу Джона Барроуса в г. Бербанке. Её родители являются военнослужащими США (ВВС и ВМС), у неё есть брат, младше её приблизительно на 9 лет. В качестве порноактрисы Аврора впервые выступила спустя 2 месяца после окончания школы.
Я работала в цветочном магазине. Я была очень несчастлива. Я всегда хотела стать моделью. Я хотела бы сниматься для Плейбоя. Поэтому я откликнулась на объявление агентства о поиске модели. Им оказалось World Modeling. Сейчас я модель в агентстве Speigler Girls. Первоначально я не хотела сниматься в качестве порноактрисы и планировала быть лишь фотомоделью. Хотя и думала об этом…
Примечательно то, что эта девушка вплоть до 2009 года являлась вагинальной девственницей: она занималась лишь анальным и оральным сексом как в кино, так и в жизни. Этот факт использовался в качестве пиара порноактрисы, она проговаривала это как в интервью, так и в фильмах с её участием. В одном из своих интервью она высказала своё отношение к первому влагалищному сексу:
Я хочу дождаться отношений «не на одну ночь»… Я не думаю, что это будет перед камерой. Я хочу ждать, пока не буду готова. Но когда я сделаю это, я сделаю это и перед камерой
В марте 2009 года в интервью с журналом Ozone она объявила о том, что утратила девственность, сделав это не на камеру. Она также сказала, что съёмки вагинального секса с ней начнутся лишь после открытия её официального сайта.
В декабре 2009 года ей диагностировали сердечное заболевание — гипертрофическую кардиомиопатию.

## Хобби
Аврора после школы хотела стать музыкантом. В школе она с удовольствием изучала музыку и музыкальную теорию. Она сочиняет классическую и джазовую музыку. Ей нравятся такие композиторы, как Бетховен и Бах. Аврора Джоли играет на гитаре и виолончели. В интервью 15 февраля 2007 года она говорит о том, что не собирается строить карьеру порноактрисы, что это лишь временный способ получения денег.
Также она находит себя в качестве оператора. Она хотела бы снимать музыкальные и порнографические клипы.
Аврора имеет пирсинг в носу и на пупке. У неё 8 размер обуви по системе США и Канады (36,5 по русской).
Аврора Джоли говорит, что ей нравится анальный секс, и что она во время него достигает оргазма без мастурбации. Она отмечает, что впервые половое влечение почувствовала в 3 года, а мастурбировать начала уже в 5.

## Премии и номинации
- 2007 — NightMoves Magazine’s Award — Best New Starlet (номинация)[8]
- 2008 — AVN Awards номинация — лучшая анальная сцена, видео (вместе с Брайаном Пампером) — Cum in My Booty[9]